# Content Scramble System

## Istoric C.S.S.
Sistemul de criptare și codificare al conținutului video (C.S.S.) s-a pus la punct în anul 1996 cu scopul de a proteja conținutul discurilor Video digitale de copiere pe computer. Sistemul C.S.S. utilizeazǎ o specificație patentatǎ de consorțiul DVD. Dupǎ trei ani un anonim norvegian a reușit sǎ gǎseascǎ o metodǎ de inversare a clgoritmului patentat, și a postat programul DeCSS.

## Scop sistem
Obiectivul C.S.S. era dublu:
1. împiedicarea copierii conținutului stream video din starea binarǎ
2. licențierea fabricanților individuali cu o cheie (key) pentru a decripta un DVD oarecare.

În defavoarea sistemului de criptare C.S.S. a fost limitǎrile impuse de govern care interzice exportul de chei (key) cu mai mult de 40biți. Pentru a pune bețe în roate metodei C.S.S., în mod normal se ajunge la un atac brute-force în mai puțin de un minut de exemplu pe o unitate cu processor d450mhz. Apoi streamul video MPEG-2 se redǎ decriptat aproape instantaneu. Aceasta înseamnǎ cǎ o unitate fǎcutǎ pentru citirea unui DVD putea sǎ-l și copieze.

## Definiții
- Autentificare, mijloc de-al unui disc și al unei unitǎți DVD care se recunosc. Aceasta este etapa necesarǎ ante-redare. Se specificǎ chei de identificare (key) pentru aceastǎ etapǎ ;
- Cheie C.S.S key, denumire genericǎ pentru: cheie de autentificare (key), cheie de disc (key), cheie de redare (key), cheie de titlu (key), cheie secundarǎ de volum (vol key) ;
- cheie de autentificare, folositǎ în procesul de autentificare ;
- cheie de titlu sau de volum, decripteazǎ întregul conținut din titlul discului. Poate fi un film întreg, o paginǎ de meniu, sau orice altǎ unitate care s-a inclus.
- cheie secundarǎ titlu, decripteazǎ cheia pentru conținutul unui volum DVD ;
- cheia cititor sau de redare, decriptezǎ cheia secundarǎ pentru titlu. Fiecare dintre cele 400 de chei se specificǎ de consorțiul condos de Sony pentru incorporare în unitate cititor -
- cheie de zona, v.șicriptare pe regiuni (DVD) ;
- cod Macrovision, logo de protejare împotriva de a se copia de magnetoscop. V. șicriptare pe regiuni ;

Programe de voalare C.S.S., copie un DVD specificat cu un cod de zonǎ pentru citire oriunde. Acestea mai rețin și protecția Macrovision.